# Tu che mi fai piangere/Nostalgia
Tu che mi fai piangere/Nostalgia è un 78 giri inciso da Emilio Livi e dal Trio Lescano, pubblicato nel 1937 dalla Parlophon e distribuito dalla C.E.T.R.A..

## Il disco
Tu che mi fai piangere è uno slow scritto da Marf per il testo e da Vittorio Mascheroni per la musica, edito dalle edizioni musicali Mascheroni, cantato da Emilio Livi con il Trio Lescano e inserita nella colonna sonora del film Questi ragazzi.
Nostalgia è uno slow scritto da Enzo Fusco per il testo e da Alfredo Giannini e Mario Gennarelli (che si firma Genna) per la musica, edito dalle edizioni musicali Casa Appia e dalle edizioni musicali Bideri

## Tracce
LATO A
1. Emilio Livi e Trio Lescano – Tu che mi fai piangere (testo: Marf – musica: Vittorio Mascheroni; edizioni musicali Mascheroni)

LATO B
1. Emilio Livi – Nostalgia (testo: Enzo Fusco – musica: Alfredo Giannini e Genna; edizioni musicali Casa Appia e Bideri)

## Formazione
Orchestra Cetra diretta da Pippo Barzizza e composta da::
- Francesco Bausi: batteria
- Aldo Fanni: contrabbasso
- Gino Filippini: pianoforte
- Saverio Seracini: chitarra
- Emanuele Giudice: tromba
- Claudio Pasquali: tromba
- Michele Garabello: tromba
- Luigi Mojetta: trombone
- Beppe Mojetta: trombone
- Sergio Quercioli: clarinetto
- Domenico Mancini: clarinetto
- Cesare Estill: clarinetto
- Marcello Cianfanelli: clarinetto
- Agostino Valdambrini: violino
- Piero Filanci: violino
- Felice Abriani: violino
- Adriano La Rosa: violino